# 螢火蟲 (電視劇)
《寧靜號》是一部美國科幻電視劇，2002年9月20日於美國和加拿大首播，以傳統西部電影為原型，自然主義為設定，劇中大量使用中文，呈獻出一部與眾不同的科幻戲劇。此劇由喬斯·溫登自製自編自導，他與提姆·米尼爾（Tim Minear）共同擔任執行製片，他的製作公司「Mutant Enemy」也曾製作過電視劇《捉鬼者巴菲》和《夜行天使》。
《寧靜號》最初在福斯頻道播映，播到第11集就遭停播，當時已錄製14集節目。此劇儘管短命，後座力卻著實驚人，不僅DVD銷售量開出長紅，還激起影迷龐大的支持運動。因此促成溫登與環球影業合作，將電視劇拍成電影，標題以劇中太空船為名，稱為《衝出寧靜號》。此劇首播集與電影同名，曾獲2003年艾美獎「影集類最佳視覺特效」的殊榮。
此劇時空背景設定於2517年，人類已探索遠行到新的星系。此劇講述一群異議分子駕駛一艘「螢火蟲級」太空船「寧靜號」在宇宙中冒險的故事。「寧靜號」上的角色一共九位，溫登形容此劇是「九個人望向幽深黑暗的太空中，卻看到九樣截然不同的東西。」，並探討內戰戰敗派的人事變遷，以及星系邊緣的拓荒文化。這個未來世界，只剩美國和中國兩個超級強權，兩國共組中央聯邦政府，文化相互融合，稱為「星際聯盟」。溫登表示，未來跟現代一樣，什麼都沒變：有更多的人口和更先進的科技，但是相同的政治問題與道德爭議也依然存在。

## 影集製作

### 創世紀
啟發溫登發展出《寧靜號》整體概念的，是一本講述南北戰爭蓋茨堡戰役的小說《殺戮天使》（The Killer Angels），他希望能跟隨戰敗者的視角，描述拓荒經歷和遊牧在文明邊際的生活，再現後南北戰爭時代，復興美國舊西部文化，拍出「一部像是電影《驛馬車》（Stagecoach），加上一群人在風吹雨打中，試圖尋找生命意義的戲劇。」，一部觸碰到事物本質的電視劇，人們跟今日世界一樣，物質豐富，生活卻沒有變得比較好過。除了《殺戮天使2》之外，還有一本書影響溫登，內容是有關二戰期間猶太游擊隊戰士的事蹟。

電腦特效繪製的螢火蟲級太空船「寧靜號」，頭型及尾部亮光仿造螢火蟲，還有翅膀。

溫登對科幻題材相當感興趣，並且想製作一部角色主導的電視劇，他覺得科幻影集非常清新，有距離感。溫登希望節目名稱擲地有聲，動感十足，他認為《螢火蟲》這個名稱兼具這兩項特色，事實上，強而有力的名稱對此劇魅力的影響無足稱道，更重要的是，因為這個名稱，一艘在太空中飛翔的螢火蟲太空船自然而然就此誕生。

### 播映格式
直到製作首播集期間，溫登還在跟福斯爭取要以寬螢幕的格式播映，後來他故意把演員安排在畫面兩邊，逼得福斯沒辦法，只好勉強通過。然而，首播集還是被福斯的主管打了回票，他們認為戲裡動作太少，主角太過「陰鬱」，他們也不喜歡船員對面大壞蛋逃之夭夭的場景，認為這一幕暗示船員「沒有出息」，因此，在一個周五午後，福斯要溫登在下周一早上之前提出新的首播集劇本，否則此劇將不被錄用。於是溫登和提姆·米尼爾兩位製作人「周末密會 午夜狂想曲」，合力編出新的首播集〈新生訓練〉，新的首播集裡，主角較為「歡樂」，他們也按照福斯的指示，增加了「更有活力」的角色，包括跟班「Crow」和「藍手套」，並且模仿《X檔案》的結束手法。

對於新的首播集，福斯明白宣示不以寬螢幕格式播映，溫登和製作公司只得「分事二主」，一面製作以後可供DVD發行的寬螢幕規格，一邊得將畫面元素擠在電視框中，使節目能在全螢幕格式下正常播放。為了給觀眾直接融入的感受，影集用手持攝影機仿造紀錄片，故意誤框或失焦，設計出一種「舊片重製」（Found Footage）的風格，就如溫登說的：「...不要平順，不要乾淨——要粗糙，要雜亂，要像紀錄片，才能吸引人。」，連電腦特效繪製的場景，也配合手持攝影機作調整，不過中央政府「星際聯盟」相關的場景沒有延用此一風格。《寧靜號》中鳥不生蛋的不毛宇宙則用「推軌鏡頭」（Tracking shot）和「穩定架攝影」（Steadicam）的方式表現。其它風格還有向1970年代的電視節目致敬的「鏡頭光斑」（Lens Flare）效果，此一風格為攝影師大衛·鮑伊（David Boyd）所愛用，為此他刻意使用次級鏡頭，捨棄能自然補償光斑的好鏡頭。

在外太空活動時的「外景」，刻意不用音效，比許多科幻電影及電視影集來得逼真，此一風格是負責此劇特效的ZOIC工作室（Zoic Studios）設計的，《寧靜號》中途腰斬後，ZOIC工作室改為重製的《太空堡垒卡拉狄加》效力，並且故技重施。在介紹《太空堡垒卡拉狄加》登場的迷你影集裡，「寧靜號」在前段場景還曾凌空而降。

### 場景佈置
設計師凱莉·梅爾（Carey Meyer）將「寧靜號」一分為二，一部份有天花板，另一部份則裝有活動的打光設備，以供拍攝。溫登回憶：「...（佈景）可以拉開或大部移動，四處都能藏身，環境既方便拍攝，又不用做太多調整。」，其它好處是，能讓觀眾有如身歷其境。對溫登來說，太空船的設計對定義觀眾的已知空間相當重要，那裡沒有「寬廣的空間和全像平台，後面也沒有吃到飽的自助餐。」，他希望傳達出一種實用性的感覺，「雖然破舊，那裡終究是個家」。此外，每個房間通常刷漆的色彩都代表一種感覺，或是一個角色，溫登愛用垂直空間，所以船員的艙房有沒有梯子就很重要了。這樣的設計另一個好處是可供演員短暫停留，增加互動，不必拍拍停停，有助於表現溫登所要的「紀錄風」。
佈景也有些作用，包括以自動門和小和室使人聯想到日式旅舍，畫家賴利·狄克森（Larry Dixon）注意到貨艙牆壁「令人聯想到交錯重疊的東方設計，用圖板藝術提醒我們劇中『中美聯盟』的背景設定，相當聰明」，狄克森還談論到佈景設計如何利用色彩深度和材質、打光投影協助劇情發展。
預算微薄也是劇情老在太空船內景打轉的原因，劇組買不起外星世界，所以角色下船後，遍目所及都是跟地球類似的環境。「我也不想每集都到亞卡平台（Yucca Flats，位於美國內華達州知名的51區附近）出外景，然後把天空漆成橘色當作外星世界啊。」溫登說。梅爾則回憶說：「我想到最後，我們的確毫無必要的用了太多像西部的地方或外景，不過兩害相權取其輕，不這樣做，我們怎能在三天之內趕工搞出佈景來？」

### 原聲配樂
喬斯·溫登創作出主題曲「寧靜號之歌」（The Ballad of Serenity），交給索尼·羅茲（Sonny Rhodes）演唱，溫登在影集獲准開拍前就寫好曲子，DVD裡還找得到溫登預錄的DEMO片段。電視原聲CD在2005年11月8日由唱片公司「Varèse Sarabande」發行，混合亞洲風味的美國西部牛仔吉他，彈奏出劇中人文融合的背景氛圍。有篇評論如是說：
|  | 來自未來的老音樂，有營火狂歡，有熱情牛仔，有發人深省的亞洲文化之音，偶爾，還有冷酷的帝國小號，通報跋扈政府的不詳之音。好聽到起雞皮疙瘩。 |

為此劇編曲配樂的是葛瑞格·艾蒙森（Greg Edmonson），他說自己只為情感戲配樂，不過也有評論堅稱他為角色量身作曲，評論甚至進一步說：「...艾蒙森為此劇開發出一門音樂符號輯...」，為了闡明這種說法，評論以各種名稱作為「識別字」，例如「寧靜號」用在劇中的回憶場景、回船或暗中密會時，也就是「家音」。小提琴和滑彈吉他這類手提樂器，適合表現船員的生活方式：「...開場高調結束的音樂，有如離昨日百哩之遙的人們。『寧靜號』令人想起船員的遊牧生活，強調節目的西部風格。」。還有一首抒情曲叫作「悲傷小提琴」，用在「寧靜谷之役」尾聲，不過在〈寧靜號〉這集中，在艦長以死訊惡作劇時也幫了個大忙，這首曲子在〈訊息〉這集，大家哀悼劇中人物之死時最令人動容，這也是演員們的最後一集最後一幕，對大家，對艾蒙森來說，也是向《寧靜號》影集所舉行的告別式。「危機」則用來預示即將到來的危險，「慢拍，有如心跳，低鐘音，慢弦樂。」。

評論更注意到角色用曲，有個罪犯出場時都扮隨著東歐或中東旋律的低音風笛。醫生兄妹檔的曲子是鋼琴伴隨少許小提琴的背景音樂，和手提樂器演奏的「寧靜號」形成對比：鋼琴是不易搬動的樂器，因此形成一種「渴望遠方的家」的感覺。各首曲子大多在首播集〈寧靜號〉就已出現，協助敘事。「這是部具有深度，表現亮眼的節目，我的觀點隨著每集配樂又逐漸提昇。綜合這些曲子，葛瑞格·艾蒙森展現了《寧靜號》有別於其它影集的故事與角色。」

### 演員選角
溫登對這九人小組的選角，重點首先放在演員之間的互動，角色成員之一的西恩·馬爾（Sean Maher）回憶，「他要我們集合，過程很快，好像一踏出門我們就被綁在一起了。」，九位角色成員在開始製片前就已選好，不過原來的首播集〈寧靜號〉開拍後，溫登發覺飾演伴陪女郎Inara Serra的女演員蘿貝卡·蓋哈特（Rebecca Gayheart）並不適合這個角色，她拍了幾場獨角戲之後就被換掉。兩天後，先前試鏡過的莫蓮娜·芭卡琳（Morena Baccarin）開始了她生平第一齣電視劇，「喬斯抓著我的手，把我從試鏡間帶到片場，像個驕傲的爸爸一樣，把我介紹給大家。」

溫登邀請納森·菲利安（Nathan Fillion）飾演主角Malcolm Reynolds，向菲利安介紹大綱和首播集待遇後，菲利安就熱心參與，在定案前菲利安就好幾次去電要看劇本，他說：「真的棒透了，我第一次演主角，緊張得要命，不過我真的很想演這個角色。」

亞倫·塔迪克（Alan Tudyk）經過試鏡篩選後幾個月，接到電話通知試演，他那時才見到溫登，他被告知要跟飾演Zoe（該角色的妻子）的可能人選一起試演，跟他一起試演的還有另一個角色候選人。他試演的結果並不好，塔迪克被打發回家，不過後來還是接到入選的電話通知，他的試演鏡頭現在收錄在DVD的幕後花絮裡。

吉娜·托利斯（Gina Torres）在科幻／奇幻題材上的飾演經驗豐富，參與過和《戰士公主》（Xena: Warrior Princess），她一開始沒有興趣再接演科幻戲劇，但是卻被「原始資料的品質所說服」，她回憶說，「這些殘缺的角色，生存在挑戰性的世界，碰撞出很好的故事。而且沒有外星人參一腳！」

亞當·鮑德溫（Adam Baldwin）是看西部電影長大的，他對Jayne Cobb這個角色深有共鳴。

加拿大女演員珠兒·史戴特（Jewel Staite）從9歲就開始演戲，她從溫哥華寄出試鏡帶，後來被請到洛杉磯與溫登見面，為太空船技師Kaylee Frye這個角色作試演。

西恩·馬爾記得，他一讀到劇本，就對Simon Tam這個角色懷有好感，後來溫登「黑箱作業」把角色給了他。而賽門的妹妹River Tam，溫登請桑瑪·格羅（Summer Glau）來試鏡，並在同一天試演，格羅曾在溫登的電視劇《天使》中跑過龍套，兩個禮拜後，溫登親自通知她得到這個角色，這也是格羅第一個有台詞的角色。
電視老將朗·葛萊斯（Ron Glass）演過情景喜劇《Barney Miller》和《一家子》，他說在《寧靜號》之前，他沒有參與過科幻西部劇的演出，後來他對首播集腳本和角色Derrial Book一見鍾情。

### 製作團隊
溫登請提姆·米尼爾作節目運作人（Show Runner），他同時也是此劇的首席編劇和製片主管，溫登說：「（米尼爾）比誰都瞭解這齣戲，他對此劇貢獻良多，無微不至。」，其他工作人員多是溫登以前合作過的工作夥伴，只有攝影師大衛·鮑伊不是，他是「充滿歡樂與活力」的「一時之選」。

節目編劇都是經由面試及作品審核挑選出來的，他們有荷西·莫利納（José Molina）、班·艾登（Ben Edlund）、雪兒·肯（Cheryl Cain）、布雷特·馬修（Brett Matthews）、茱兒·葛林伯格（Drew Greenberg）和珍·艾斯班森（Jane Espenson）。艾斯班森寫過一篇隨筆，描述她參與「Mutant Enemy」製作公司的編劇經驗，通常是大家集合開會，溫登會提出想法，然後交由編劇腦力激盪，想出該集的中心主題和角色走向，之後工作人員齊集溫登辦公室前的接待廳，開始著手把故事「拆」成表演和佈景兩部份。對團隊來說，策劃表演的關鍵之一就是決定哪裡該中斷插入廣告，還要確保觀眾不會轉台，「調查的結果發現，這些時刻有助故事成形，好比帳篷的支架一樣，」艾斯班森寫道。舉例來說，在〈社交派對〉這集中，Mal對決落敗，身受重傷，這時就是插播廣告的好時機，艾斯班森詳細解說：「廣告沒在Mal起死回生勝利以對後插播，兩段都是重要時刻，但是一段讓你好奇，另一段則否。」

然後編劇要把每一幕拆解成白板上的標籤，「依序簡短描述每幕鏡頭」，要在一天之內建立每集概觀——偶爾加點對白和笑話。每集概觀交給節目運作人提姆·米尼爾後，他再用一天的時間進行修訂。編劇依據修訂版的每集概觀撰寫劇本初稿，其他編劇則繼續創作下一集。這份初稿通常還得經過30到140天的修訂，才完成第二版或第三版的劇本，做完修訂，最後一版「拍片版」的劇本就出爐了。

### 服裝設計

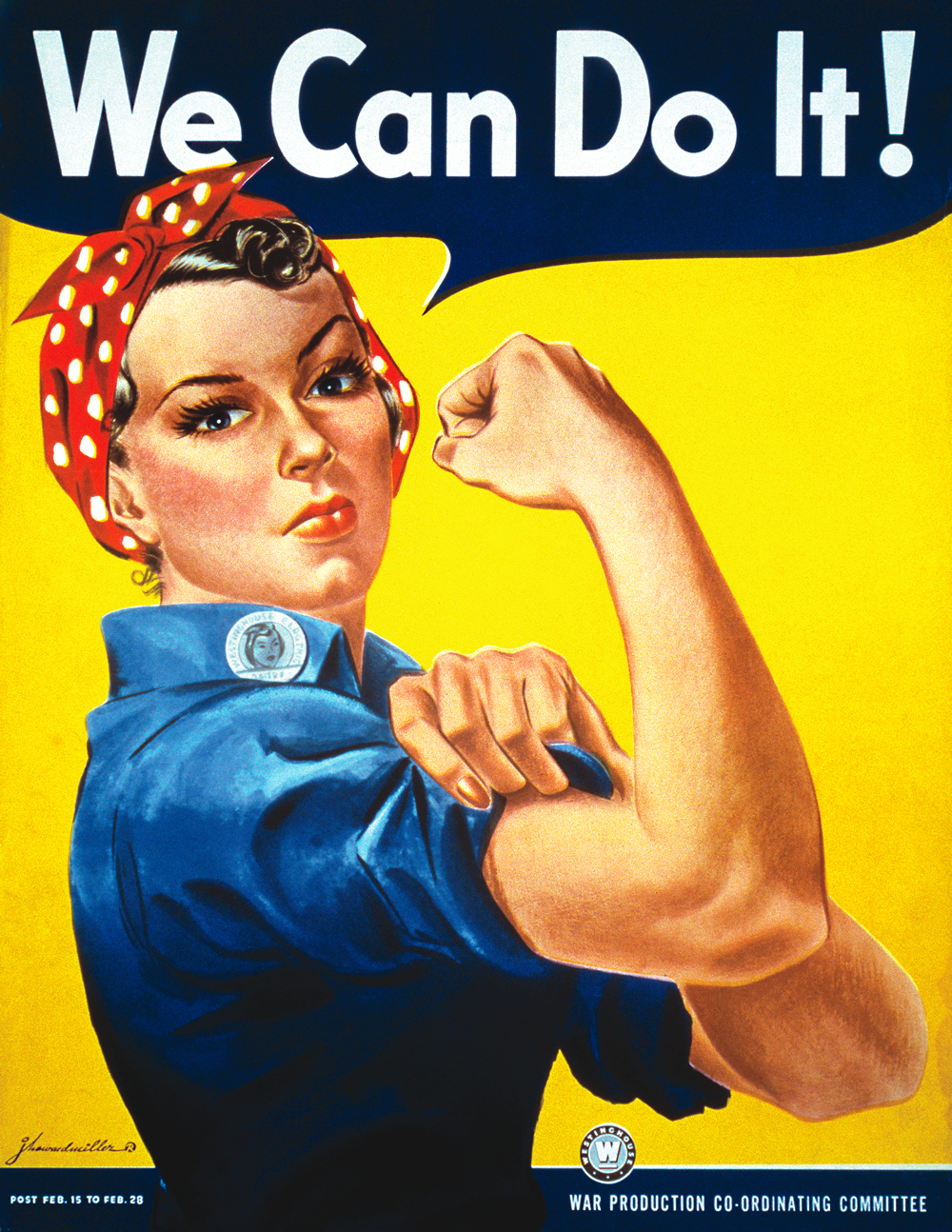
凱莉的服裝靈感來源
「我们能做到！」

《寧靜號》的服裝設計師原本是吉兒·漢娜森（Jill Ohanneson），後來的服裝設計師則是她在首播集的助手蕭娜·托吉（Shawna Trpcic），首播集被退後，漢娜森就謝絕此劇，另謀高就，並推薦蕭娜負責服裝設計。

此劇服裝主要參考二次大戰、南北戰爭、美國舊西部和1861年日本武士的風格，主要角色的服裝使用深紅色和橘色，傳達「家」的概念，「星際聯盟」則使用灰色和藍色以為對比，由於角色常遭槍戰，蕭娜準備了六套一樣的衣服，以供不同的鏡頭拍攝。

對於River這個角色，蕭娜用寶石色調將她跟「寧靜號」的其他成員區隔開來，她讓River穿靴子，好跟身上的軟布料形成對比，「因為她就是這樣的人——柔軟美麗又敏感的女孩，卻被放在一群堅強的角色中間。」蕭娜回憶說。

蕭娜對River的哥哥Simon也有特別待遇，鑑於船員們都穿綿織品，賽門就穿羊毛衣、硬布料及絲綢，他是個「時尚男孩」，但是隨著劇情發展，他也就越來越放鬆了。Kaylee這個角色原定是個亞洲人，所以蕭娜就向中日青年學習，其它靈感則來自於女子鉚釘工和中國共產黨的海報。蕭娜為配角Badger設計的服裝，是為喬斯·溫登量身定做的，溫登本來想演這個角色，但是眾人期期以為不可，幸好後來飾演這個角色的馬克·夏普（Mark A. Sheppard）穿起來也很合適。「星際聯盟」的人除了穿灰色跟藍色之外，蕭娜還參考德國納粹的服裝，不過由於初稿「太納粹」，後來又混合了其它軍服。

## 戲劇情節

### 背景故事
《寧靜號》發生在2517年的宇宙星月之間，電視劇裡並未解釋故事裡人們是否處於同一星系，也沒有說明「寧靜號」的推進動力是否超越光速，只知道是用「重力飛行」，後來在電影《衝出寧靜號》中，則清楚說明了所有行星同處銀河系，電影的製作資料裡也指出，在這個宇宙裡還沒有超越光速的技術。在電影裡，角色嘴上經常掛著「地球怎樣怎樣...」的字眼，顯示在此之前，大量人口世世代代駕駛各種太空船自地球遷移到新的恆星系統：「地球承受不了人類的數量，我們人口太多了。」他們在太陽系外建立家園，那裡有著「十幾顆行星和上百顆衛星」都在進行地球化，將行星或衛星改造成類似地球的環境。地球化的工作只是改造星球的第一步，不過偏遠地帶的殖民星球通常得不到太多的建設資源，造成邊疆行星成為鳥不生蛋的險惡地帶，正好符合西部片的要素。

### 劇情概要
節目以「螢火蟲級」太空船「寧靜號」命名，主角們視為「家」的這艘太空船外型類似螢火蟲，尾部就像生物發光昆蟲的蟲腹，行進時會發光。
影集中的「星際聯盟」以「核心星群」的行政組織發號司令，武力統一所有殖民星球，統治河外星系。DVD講評音軌裡暗示，「核心星群」由兩顆主要行星組成，一顆以歐美西方文化為主體，另一顆則以泛亞洲文化為主體，這點由影集中語言混用的台詞和視覺佈景中就可看出。中央行星在「星際聯盟」統治下社會安定，但是偏遠星區的行星和衛星則像是19世紀美國西部般中央政府鞭長莫及，使邊疆地帶的開拓者和難民比自由，但是不如內世界般有著舒適穩定且高科技的文明，而且不時有吃人的「掠食族」（Reavers）橫行劫掠。
節目裡有一群主角，「寧靜號」的艦長是Malcolm "Mal" Reynolds（由納森·菲利安飾演），在〈寧靜號〉這集介紹過艦長和他的大副Zoe Washburne（由吉娜·托利斯飾演）是「聯合戰爭」中（Unification War）隸屬「反抗軍」（Browncoat）的退役軍人，這場戰爭主要是偏遠世界試圖抵抗「星際聯盟」的強行統治，後來戰敗。在後面的劇集〈沒氣〉中顯示，Mal買下太空船「寧靜號」也是為了繼續過著遠離「星際聯盟」控制的生活。大部份的乘員則是過路乘載或偷渡方式上船的。劇情中有一條主線跟River Tam（由薩摩·格拉飾演）和她的哥哥Simon（由西恩·馬爾飾演）有關。River是個天才神童，大腦曾經遭受實驗，結果造成她有精神分裂症傾向，而且有時還會聽到一些聲音，後來揭露她是具有超自然能力的「讀心者」。Simon為了從「星際聯盟」手中營救妹妹，放棄他外科醫生的高度事業成就，兩人以通緝要犯的身份亡命天涯。在原來的首播集〈寧靜號〉中，Simon把River裝在貨櫃當成貨物，自己則以過路乘客的身份上船。溫登在該集的DVD講評音軌中說，他製作的每一部節目都是有關家庭。後來在〈太空中的物體〉這集裡，River破碎的角色特色終於完整，部份原因是船上其他人決定把她接受到這個「家庭」裡面
。

### 節目元素
《寧靜號》是以融合太空劇和西部片兩大元素作為號召，此劇描繪的未來有別於當代大部份的科幻戲劇，既無外星怪物，也沒有星際大戰。劇中的未來經歷過文化融合，歐美文化與中國文化融合在一起，中美聯盟的結果是現代標準漢語成為普遍的第二語言，不只在劇中廣告處處可見，角色們也不時會口吐中文，並用中文罵人。〈寧靜號〉這集的DVD講評音軌中解釋，中國和美國勢力拓展到太空之後，成為兩大超級強權，結果形成文化融合。
此劇所用的俚語也不同於當代文化，大多是改編自現代用語或自創新字（例如用「亮」代替「酷」），其中也使用了日文片假名和舊西部方言。有評論說：「對白有意將俏皮話、舊西部方言和一些漢語煮成一鍋奇特的大雜燴。」
提姆·米尼爾和喬斯·溫登表示，有幾個鏡頭負有宣示意義，一個是在原始首播集〈寧靜號〉中，Mal用筷子吃飯，桌上還有一只西部錫杯。另一幕是在〈新生訓練〉中，Mal從酒吧的全像顯示窗戶被丟出去。DVD幕後特輯的講評音軌裡表示，在影集的開場鏡頭（「寧靜號」滑翔高飛，追趕野馬群的鏡頭）溫登是想展現「這部影集想表達的一切，在這五秒鐘一覽無遺。」
節目調性是溫登和福斯的爭論焦點之一，尤其是針對艦長Mal，福斯向溫登施壓，要他將角色設計得更「歡樂」一點，他們擔憂艦長在原始首播集裡太陰鬱了。此外劇中用「被政策欺壓的無名小卒」來諷刺現實決策者，也讓福斯不滿。
節目裡的太空鏡頭為求寫實，去除了所有音效，不像其它科幻劇為求戲劇效果與動作張力，而在太空鏡頭裡添加錯誤的音效。

### 集數列表
下列展示的14集，是按原本溫登計劃的播放順序列出。
| # | 標題           | 導演             | 編劇                     | 播放日期       | 播放集目編號 |
| --- | -------------- | ---------------- | ------------------------ | -------------- | ------------ |
| 1 | 寧靜號         | 喬斯·溫登        | 喬斯·溫登                | 2002年12月20日 | 11           |
| Malcolm Reynolds是一名退休軍人和寧靜號的船長。他和他的船員正在走私貨物，但是他們需要接載一些旅客以賺取外快。不過，不是所有乘客都是表裡一致，大家都有一些秘密。                            |                |                  |                          |                |              |
| 2 | 新生訓練       | 喬斯·溫登        | 喬斯·溫登及蒂姆·米尼爾   | 2002年9月20日  | 1            |
| 寧靜號的船員接了一個犯罪家的任務，搶劫一班火車。他們盜取了貨物，但發現原來是市鎮上人們急需的藥品。                                                                                        |                |                  |                          |                |              |
| 3 | 披荊斬棘       | 蒂姆·米尼爾      | 蒂姆·米尼爾              | 2002年9月27日  | 2            |
| 當寧靜號調查一艘被「掠食族」攻擊的太空船時，他們被聯盟的巡洋艦所扣押了。Simon和River必須躲藏起來，避免追捕。同時，太空船上的唯一生還者正開始變得奇怪。                                    |                |                  |                          |                |              |
| 4 | 社交派對       | 韋恩·吉勒姆      | 珍·艾斯本生              | 2002年11月1日  | 6            |
| Inara出席了一個正式舞會，並發現到Malcolm也在那裡，試圖接下一個走私工作。Mal破壞了Inara的約會，並捲入了一場決鬥之中，並只有一晚去學習劍擊。                                                |                |                  |                          |                |              |
| 5 | 安全           | 邁克爾·格羅斯曼  | 德魯·格林伯格            | 2002年11月8日  | 7            |
| Mal必須作出選擇，拯救身受重傷的Book，或是被綁架了的Simon和River。Simon他們被帶到一座遙遠的村落，但River的不尋常能力危及了他們的安全。                                                     |                |                  |                          |                |              |
| 6 | 我們的艦長夫人 | 馮蒂·柯蒂斯-霍爾 | 喬斯·溫登                | 2002年10月4日  | 3            |
| 作為一次義務工作的意外獎勵，Mal與一個原居民意外結婚了，一個年輕的婢女Saffron。船員對於Mal的反感覺得十分有趣，而Book就教導Mal不要對Saffron無禮。不過，事情發展並非如船員們所料一樣順利。   |                |                  |                          |                |              |
| 7 | 英雄小鎮       | 瑪麗塔·格本艾克  | 本·艾德倫德              | 2002年10月18日 | 4            |
| Jayne回到一個幾年前他惹了麻煩的星球後，突然發現他變成了地方民間的英雄。Mal決定用來分散他人注意，以完成新接任的工作，然而一些未解決麻煩可能破壞Mal的計劃。                                 |                |                  |                          |                |              |
| 8 | 沒氣           | 大衛·所羅門      | 蒂姆·米尼爾              | 2002年10月25日 | 5            |
| 在寧靜號經歷一次缺氧的災難後，回顧展示了Mal和Zoe如何取回寧靜號，並且重新組織船員。 |                |                  |                          |                |              |
| 9 | 虎穴           | 艾倫·克羅克      | 何塞·莫利納              | 2002年11月15日 | 8            |
| 寧靜號陷入財政困難，於是接了Simon的任務：幫助他混入Ariel的醫院裡，為River進行檢查；作為回報，Mal可以搶奪醫院裡的大量藥物。但是River的追捕者正熱切追緝他們，他們並獲得一些意外的內部協助。 |                |                  |                          |                |              |
| 10 | 戰爭故事       | 吉姆·康德納      | 謝里爾·該隱              | 2002年12月6日  | 9            |
| Wash被Zoe與Mal間不可動搖的戰友關係所激怒，他要求參與一次實戰任務。不幸的是，犯罪家Niska為了報復當初Mal沒有完成火車的搶劫任務，於是抓了他和Wash，作出了血腥報復。                          |                |                  |                          |                |              |
| 11 | 垃圾           | 韋恩·吉勒姆      | 本·艾德倫德及何塞·莫利納 | 2003年6月28日  | 12           |
| "Saffron"又再回來寧靜號，並帶著一個犯罪計劃：從一個富有的收藏家，Durran手上偷取一個稀有的武器。不過她沒有提及，她如何取得進入Durran家的資料。                                             |                |                  |                          |                |              |
| 12 | 訊息           | 蒂姆·米尼爾      | 喬斯·溫登及蒂姆·米尼爾   | 2003年7月15日  | 13           |
| 一名曾與Mal和Zoe合作的前獨立軍戰士，以一個戲劇性的方法重遇他們。一個殘暴的聯盟警官正為了一些不尋常的走私品，而追捕那名戰士。                                                              |                |                  |                          |                |              |
| 13 | 黃金之心       | 托馬斯·賴特      | 布雷特·馬修斯            | 2003年8月19日  | 14           |
| 一個Inara的陪伴女郎朋友，正在一個偏遠的星球上經營一所妓院。她請求寧靜號的支援，因為當地一個大人物想從一個懷孕的妓女手上，奪回他的嬰兒。                                                   |                |                  |                          |                |              |
| 14 | 太空中的物體   | 喬斯·溫登        | 喬斯·溫登                | 2002年12月13日 | 10           |
| 寧靜號遇到一名殘忍專業的賞金獵人，Jubal Early。他盡一切能力去奪走River。不過River因為在船上感到不受歡迎，於是用一種奇怪方法逃避聯盟的追捕。                                               |                |                  |                          |                |              |

## 故事角色

### 主要角色
《寧靜號》的主要角色為太空船「寧靜號」上的九人乘員，他們對抗陰謀惡勢力、「星際聯盟」防衛軍、瘋狂殘忍的「掠食族」和神祕的「藍手人」——在DVD的講評音軌中提到「藍手人」是隸屬一家巨型公司「藍日企業」（The Blue Sun Corporation）的祕密人員。他們一方面需要掙足資金維持太空船運作，一方面得保持低調躲避仇家，又因為艦上乘員各有心思，使得處境艱難。然而節目短命，所以沒有足夠的時間完整說明角色間複雜的關係與外部聯繫。
- Malcolm "Mal" Reynolds，由納森·菲利安飾演，「寧靜號」艦長，前獨立派軍人，在「寧靜谷之役」（Battle of Serenity Valley）擔任陸軍中士。
- Zoe Alleyne Washburne，由吉娜·托利斯飾演，「寧靜號」的二把手，艦長戰時的忠誠戰友，Wash的妻子。
- Hoban "Wash" Washburne，由亞倫·塔迪克飾演，「寧靜號」駕駛，Zoe有點膽小的老公，他對老婆的「戰友」關係以及無條件支持艦長這點上吃過醋，特別是在劇集〈戰爭故事〉中。
- Jayne Cobb，由亞當·鮑德溫飾演，他以僱傭兵身分加入，通常是工作中的「主要槍手」，值得信賴的戰鬥幫手，生活上的笨蛋，太空中的高手，溫登好幾次說，他是那種老問一些蠢問題的人。
- Kaywinnit Lee "Kaylee" Frye，由珠兒·史戴特飾演，太空船技師，在劇集〈沒氣〉中提到，她沒有受過正式訓練，憑藉著對機械設備的直覺天賦維護「寧靜號」，是個無憂無慮年輕少女，喜歡醫生Simon Tam，Kaylee是太空船的靈魂，溫登說，只要Kaylee相信的事情，就是真的。
- Inara Serra，由莫蓮娜·芭卡琳飾演，陪伴女郎（Companion）——26世紀介於妓女和藝妓間的職業，與她的文藝復興相襯，Inara擁有高度的社會身分，她與Mal關係緊張，似有若無的感情張力在幾集劇集都扮演重要的部份。
- Simon Tam，由肖恩·馬希爾飾演，一流的創傷外科醫生（技術高居首都行星醫生裡的前3%），將妹妹River從政府實驗室救出後亡命天涯，他和Kaylee間裝模作樣的關係一直是影集裡的次要劇情，每次他都想盡辦法逃避自己的感情慾望，他的生命中最明確的事情就是照顧他的妹妹。
- River Tam，由薩摩·格拉飾演，是被她的哥哥偷渡上船，River是個具有無雙天賦的神童，但是在經過「星際聯盟」的研究試驗之後，她變得古怪乖僻而且有妄想症傾向，她自我發掘的個人旅程，是影集與電影的主題之一。
- Derrial Book，由朗·葛萊斯飾演，是個牧師，劇集〈安全〉中暴露他在「星際聯盟」中擁有不知名的崇高身分，在影集中也顯示他具有槍炮與犯罪活動方面的豐富知識。

九位主角在每一集中都有出現，只有一個例外：Book在〈虎穴〉中沒有登場。

### 固定配角
儘管只是驚鴻一撇，有些角色曾一再出現在《寧靜號》世界裡：
- Badger，由馬克·謝潑德飾演，冥后星（Persephone）的走私掮客，至少兩次提供工作給「寧靜號」乘員，劇集〈寧靜號〉的DVD講評音軌透露，本來是溫登要親身上陣飾演這個角色的。Badger在原本的首播集〈寧靜號〉和〈社交派對〉兩度現身，漫畫《寧靜號：從那之後》也有他的身影。
- Adelei Niska，由麥可·費爾曼（Michael Fairman）飾演，犯罪頭子，素以睚眦必报聞名，稍有不滿就用凌遲酷刑折磨對方。他在〈新生訓練〉和〈戰爭故事〉登場過。
- Saffron，由克莉絲汀娜·韓翠克絲（Christina Hendricks）飾演，詐騙高手，本名未知，在影集裡她也曾化名「Bridget」和「Yolanda」，在劇集〈垃圾〉裡Mal就打趣將她混稱為「YoSaffBridge」，她慣用假結婚作為詐騙手法。首次登場是在〈艦長夫人〉這集。
- 「藍手人」，由 Jeff Ricketts 和 Dennis Cockrum 飾演，兩個來歷不明，身穿制服，手戴藍色手套的男子，使用一種神祕的手持裝置，造成靠近者七竅出血而亡，他們追蹤River，目的顯然是將River帶回實驗室，只要跟River有過接觸的人，包括「星際聯盟」的人都一律鏟除。曾在〈新生訓練〉、〈虎穴〉和漫畫《寧靜號：從那之後》出現。

## 外界反應

### 重要評論
《寧靜號》播映當天，《波士頓環球報》（Boston Globe）曾給予正面評價，「...（《寧靜號》）是一道大雜燴，精彩絕倫，潛力無窮的大雜燴。『太空牛仔問題家庭』這個題目，在科幻影集中就像一張仍在顯像的精巧照片，尚未定形。有別於許多電視劇一開始裝點打扮得漂亮迷人，後來卻快速惡化，平庸現形，我想《寧靜號》則在對向的創意大道上馳騁。」。不過《舊金山記事報》（San Francisco Chronicle）的提姆·古德曼（Tim Goodman）則是大加撻伐，他認為西部科幻劇是「把兩道口味相衝的菜硬炒一起，只為了顯示與眾不同。」，他總結這篇嚴厲的評論說：「說《寧靜號》有夠失望還太保守，才華卓越的溫登，看來是聰明一世，糊塗一時。」。

播映兩集後，也開始出現建議停播撤檔的聲音，2002年10月3日「Salon.com」評論說：
|  | 溫登新的角色關係似乎有點迷失。無可否認的是，此劇缺少《捉鬼者巴菲》中的心理張力。跟其它太空劇場和西部片一樣，《寧靜號》本可擺脫西部片和《Bonanza》的包袱。把「太空當作西部荒野」的隱喻不只多餘，反而把自己搞成四不像。 |

不過評論承認，只憑兩集還不足以對溫登下定論，而且無法引起觀眾共鳴的原因，可能是福斯否決原始首播集的失策。

節目停播時，後續的劇集都大獲好評：
|  | 《寧靜號》絕對是一部傑出的電視劇，還可能是今日最優質的科幻劇——無疑地也是未來最有潛力發光發熱的電視劇。此劇弱勢開場後，播映的七部優秀影集，讓同時期播出的電視劇都又羨又妒。 |

DVD在隔年聖誕節發行時，《紐約時報》這麼說：
|  | 節目以混合類型為特色，也許此舉一開始就毀了自己：此劇是角色豐富，以存在主義為根基的科幻西部喜劇，在真人實境劇《Joe Millionaire》的強勢下還是活不過一季。 |

其他評論則說：
|  | 儘管短命，溫登迷還是擁抱此劇，為了續播而奮鬥。只要看過DVD全集，就知道其中道理了。所有溫登的作品特點都在裡面： 機智風趣的台詞，詭譎多變的假設，《捉鬼者巴菲》對人類謬誤的暗中摸索，都可在這部太空劇中找到。 |

### 流行熱潮
2005年，《新科學人》雜誌（New Scientist）網站發起一次網路投票，調查「世界上最好的太空科幻劇」，《寧靜號》躍居第一，第二名是電影版《衝出寧靜號》。同樣的，在2006年9月「TV.com」舉辦的線上投票中，此劇也高居科幻劇榜首。

2006年5月9日，《寧靜號》影集以福斯經典電視劇之姿，加入「iTunes Store」下載行列，與《捉鬼者巴菲》及《Lost in Space》並列。一開始此劇在「iTunes Store」裡是以福斯播放順序排列，後來經過影迷建議，改為原來溫登排列的順序。

《星際之門SG-1》的合作人布萊德·萊特（Brad Wright）說200集特別節目是「向可能是史上最佳的停播影集《寧靜號》和《衝出寧靜號》致敬。」，在這一集中，「外星人編劇馬丁·洛伊德（Martin Lloyd）來到星際之門總部（S.G.C.），因為劇中劇《極端蟲洞》（Wormhole X-Treme!）雖然只播三集就被腰斬，不過DVD卻大賣，他們準備拍電影啦。」

### 影迷事蹟
這部影集在短暫的生命中，攫獲一批死忠追隨者，最初的影迷自稱「反抗軍」（Browncoat），首次行動是拯救影集不被福斯停播，他們的努力包括募捐籌款在《Variety》雜誌刊廣告，以及向UPN電視網寄明信片的運動。另尋東家失敗後，影迷轉而支持影集在2003年12月發行的DVD。最後，足夠的利益說服了環球影業投資拍攝電影《衝出寧靜號》。

2006年6月23日被定為「寧靜日」（Serenity Day），在這一天，影迷掏腰包——也掏別人腰包——購買《寧靜號》和《衝出寧靜號》的DVD，滿懷希望環球影業會考慮拍續集是個好主意，《寧靜號》和《衝出寧靜號》在這天分別衝上DVD暢銷排行榜的亞季軍。

2006年7月，一部影迷自製的紀錄片《不可能的事蹟》（Done the Impossible）發行，描述影迷事蹟和節目影響，內容還有溫登和其他演員的訪談。

### 得獎紀錄
2003年
- 艾美獎，影集類最佳視覺特效
- 視覺效果公會，影集類最佳視覺特效，劇集〈寧靜號〉
- 土星獎，電影類未來臉獎，男性，奈森·菲利安

2004年
- 土星獎，影集類最佳DVD

2006年
- SyFy獎，影集類最佳男主角，奈森·菲利安
- SyFy獎，影集類最佳男配角，亞當·鮑德溫
- SyFy獎，影集類最佳特別來賓，克莉絲汀·韓翠克絲，劇集〈垃圾〉
- SyFy獎，最佳電視影集
- SyFy獎，影集類最佳劇集，劇集〈垃圾〉

## 影集播映歷史

### 電視播映
《寧靜號》影集包括1部兩小時的首播集，和13部一小時的劇集（包含廣告），節目最初是2002年在美國福斯頻道播放，但是播放時未照預定順序，而且14集中有3集沒有排上節目表。雖然此劇在播映期間就有一群死忠支持者，可惜收視率低迷不振，結果2002年12月，只播了11集的《寧靜號》被從美國和加拿大的節目表上撤檔。節目腰斬之前，有些影迷眼見收視率低迷就有先見之明，於是發起《寧靜號》緊急救援活動，不斷寄明信片給福斯表達對節目的支持，節目腰斬之後，影迷轉而希望其它頻道能夠播放此劇，只是最後努力都落空了。

美國娛樂媒體舉出，福斯頻道的幾個動作影響節目成敗，最明顯的例子是福斯在播放順序上不按牌理出牌，結果劇情滯礙難行，還有，長達兩小時的〈寧靜號〉本來是此劇的首播集，內容包含許多角色介紹和背景故事，可是福斯卻認為〈寧靜號〉不適任此劇前鋒，特別趕製〈火車任務〉取代為新的首播集，此外，此劇原本有的嚴肅主題，卻被強行改為動作喜劇，有娛樂雜誌則指出，福斯有時還會把節目時段拿來播放體育新聞。
| 播放順序 | 正常順序 |
| 1. 〈火車任務〉 2. 〈披荊斬棘〉 3. 〈艦長夫人〉 4. 〈英雄小鎮〉 5. 〈沒氣〉 6. 〈社交派對〉 7. 〈安全〉 8. 〈虎穴〉 9. 〈戰爭故事〉 10. 〈太空中的物體〉 11. 〈寧靜號〉 12. 〈垃圾〉（撤檔） 13. 〈訊息〉（撤檔） 14. 〈黃金之心〉（撤檔） | 1. 〈寧靜號〉（Serenity） 2. 〈火車任務〉（The Train Job） 3. 〈披荊斬棘〉（Bushwhacked） 4. 〈社交派對〉（Shindig） 5. 〈安全〉（Safe） 6. 〈艦長夫人〉（Our Mrs. Reynolds） 7. 〈英雄小鎮〉（Jaynestown） 8. 〈沒氣〉（Out of Gas） 9. 〈虎穴〉（Ariel） 10. 〈戰爭故事〉（War Stories） 11. 〈垃圾〉（Trash ） 12. 〈訊息〉（The Message） 13. 〈黃金之心〉（Heart of Gold） 14. 〈太空中的物體〉（Objects in Space） |

### 碟片發行
《寧靜號》DVD全集（包含沒有在美國播放的部份）一區是在2003年12月9日發行，二區在2004年4月19日，四區在2004年8月2日。DVD將影集順序復原為預定的播放順序，一共有7段幕後音軌評論，一些NG片段和幕後特輯，播放格式為16:9橫向壓縮寬螢幕，配以杜比環繞音效。到2005年9月為止，DVD已經賣出大約50萬套，榮登Amazon.com暢銷排行榜多月，之後在Amazon.com的每日排行上，2003年在1-75名，2004年在22-397名，2005年在2-232名，2006年直到6月27日為止是2-31名。福斯最近將影集重製，發行高清1080i規格的UHD。

### 復播傳聞
2006年年尾，美國娛樂媒體「E!Online」報導過一則有趣的新聞，暗示《寧靜號》可能東山再起：
|  | 我聽說CW電視網考慮在下一季以迷你影集或電影形式復播一部電視劇，哇哦，再為沒聽到的觀眾重覆一遍，在星期四的時候，奈森·菲利安、 桑瑪·格羅和 吉娜·托利斯現身派拉蒙公司，他們可能要在CW電視網東山再起囉。 |

不過溫登明確否定了這則報導的真實性。

## 周邊產品

### 電影《衝出寧靜號》
轉戰其它電視網的企圖失敗，《螢火蟲》之父喬斯·溫登決定向電影界丟敲門磚，透過介紹，派拉蒙影業的瑪莉·派倫（Mary Parent）看過影集DVD之後，當即簽下此劇的電影合同，
2003年6月，演員納森·菲利安和 亞當·鮑德溫在《螢火蟲》官方論壇證實這項消息。
《衝出寧靜號》2005年9月29日在澳洲首映，隔天在美國和加拿大上映，英國和愛爾蘭則在一個禮拜後，電影上映後，評論叫好，票房叫座，首週票房1010萬，連續兩週高居排行榜前十名，美國國內票房總收入達2550萬美元，國外票房總收入達1330萬美元，並且獲得英國評論多項年度最佳大獎，以及美國遊戲媒體IGN電影獎中的最佳科幻、最佳劇情和最佳預告，並且勇奪最佳電影獎，還有2005年星雲獎最佳劇本，爛番茄網站（Rotten Tomatoes）2005年第7屆「用戶番茄獎」
最佳科幻電影，加拿大太空獎（Spacey Award）2006年觀眾票選為最愛電影，雨果獎2006年最佳長篇戲劇表演和2006年普羅米修士特別獎（Prometheus Special Award）。
溫登曾在2005年8月16日到9月5日，以非官方身份，透過網路放出「R. Tam片段」（R. Tam sessions），為電影作「病毒式行銷」（Viral Marketing）。在一次電影的訪談中，溫登表示，除非有其它電視網向福斯買走電視劇的播映權，他才會考慮重啟此劇，因為他不願意再和福斯合作。
電影劇情大約發生在電視劇最後一集的兩個月後，焦點放在River身上，以及她與星際聯盟和Mal之間的糾葛，溫登說電影是「藉River之口訴說Mal的故事」

### 漫畫
《寧靜號：從那之後》（Serenity: Those Left Behind）是一部3集的迷你系列漫畫，作為電視劇與電影《衝出寧靜號》間的連結，由喬斯·溫登和布雷特·馬修（Brett Matthews）合編，威爾·柯南（Will Conrad）和蘿拉·馬丁（Laura Martin）繪畫，「Dark Horse Comics」出版。每一集都有三種不同的封面，以九位主要成員為封面人物，事實上每一個版本都是不同漫畫家畫的，包括喬·庫沙達（Joe Quesada）、布萊恩·希區（Bryan Hitch）、提姆·布萊斯區（Tim Bradstreet）、約翰·卡塞迪（John Cassaday）和咎井淳（Jo Chen）。第一集出版於2005年7月，最後一集於同年9月出版。故事描述「寧靜號」成員在一顆落後行星進行一項笨拙的偷竊行動後，Badger提供他們一份營救工作，隨後藍手人也追蹤River而來。這部漫畫被納入《螢火蟲》系列的一部份，銜接電視劇與電影的劇情。漫畫一出版就賣光，前兩集還刷了第二版，2006年1月發行精美平裝版（Trade Paperback）。
近日證實喬斯·溫登將再回鍋與布雷特·馬修再寫一篇《寧靜號：好日子》（Serenity: Better Days），預計2007年秋天出版，講述「寧靜號」成員搶劫發大財的故事，「這個故事發生在電視劇的時代，也就是說，大家都還活著，」溫登笑說，「他們在搶劫之後當然不可能萬事順利，故事講的是他們如何面對成功。」

### 書籍
電影《衝出寧靜號》上映之後，隨即進行小說改編，並與小說版的出版商「Pocket Books」交涉，計劃以《螢火蟲》系列為基礎出版小說，出版商向幾位作家提出委託，包括凱斯·狄坎迪多（Keith R.A. DeCandido）、潔米·錢柏斯（Jamie Chambers）與瑪格莉特·韋斯（Margaret Weis）和史蒂芬·巴斯特（Steven Brust），卻一直無功而返，枯等一年後，出版商決定取消這項計劃。巴斯特2005年11月曾在多次集會中朗讀他的手稿。根據Amazon.com，狄坎迪多正在撰寫一本304頁的小說《鏡像》（Mirror Image），就是以《螢火蟲》時空為背景，將在2009年7月1日出版，不過狄坎迪多卻否認了這個消息。
非小說部份，有一部珍·艾斯班森和葛倫·耶瑟斯（Glenn Yeffeth）合編的《尋找寧靜號》（Finding Serenity: Anti-Heroes, Lost Shepherds and Space Hookers in Joss Whedo's Firefly），出版於2005年4月1日，這部書收錄許多分析《螢火蟲》的散文隨筆，還有另一本被推薦的散文集，不過則較傾向學術性的文章，更多資訊可參見註釋的連結網站。喬斯·溫登出版過一本《寧靜號：官方視覺手冊》（Serenity: The Official Visual Companion）之後，又寫了兩本上下冊的《螢火蟲：官方視覺手冊》（Firefly: The Official Visual Companion），上冊有176頁，出版於2006年9月1日。

### TRPG
2005年，出版商「Margaret Weis Productions」發行一套題為《寧靜號》（Serenity）的桌上角色扮演遊戲，首部冒險故事《出入黑暗》（Out in the Black）是由參與過《龍槍》系列的作者崔西·西克曼夫婦（Tracy Hickman）發表於2006年3月15日。

### MMORPG
2006年12月7日，美國遊戲公司「Multiverse Network」宣佈獲得20世紀福斯授權，將開發一款以《螢火蟲》為背景的大型多人線上角色扮演遊戲，預計在2008年上市。

## 外部連結
- 互联网电影数据库（IMDb）上《螢火蟲》的资料（英文）
- 豆瓣电影上《萤火虫》的資料 （简体中文）
- 《螢火蟲》藍日Wikia專門站 （页面存档备份，存于）
- 《螢火蟲》維基網
- 《螢火蟲》線上遊戲討論區
- Browncoats.com （页面存档备份，存于），最原始，資料最豐富的《螢火蟲》反抗軍網站
- FireflyFans.net （页面存档备份，存于），主要的影迷網站